# Vuelta a Andalucía 1987
La 33ª edición de la Vuelta a Andalucía se disputó entre el 4 y el 10 de febrero de 1987 con un recorrido de 940,50 km dividido en un prólogo y 6 etapas, una de ellas doble, con inicio en Almería y final en Granada. 
El vencedor, el alemán Rolf Gölz, cubrió la prueba a una velocidad media de 37,212 km/h y también logró la clasificación de la regularidad. En la clasificación de la montaña se impuso el italiano Renato Piccolo, y en la de metas volantes el español Miguel Ángel Iglesias.

## Etapas
| Etapa   | Fecha         | Recorrido         | Km        | Ganador de la etapa    |
| Prólogo | 4 de febrero  | Almería - Almería | 4,3       | Jesús Blanco Villar    |
| 1ª      | 5 de febrero  | Adra - Mijas      | 189,6     | Moreno Argentin        |
| 2ª      | 6 de febrero  | Marbella - Cádiz  | 185,0     | Noël Dejonckheere      |
| 3ª      | 7 de febrero  | Utrera - Huelva   | 185,0     | Dominique Arnaud       |
| 4ª      | 8 de febrero  | Sevilla - Cabra   | 195,6     | Pascal Jules           |
| 5ª      | 9 de febrero  | Cabra - Jaén      | 136,2     | Andreas Kappes         |
| 6ª (a)  | 10 de febrero | Jaén - Granada    | 105,0     | Alfonso Gutiérrez      |
| 6ª (b)  | 10 de febrero | Granada - Granada | 6,2 (CRI) | Jean Luc Vandenbroucke |